# فیمبرین
فیمبرین (انگلیسی: Fimbrin) که با نام «پلاستین ۱» هم شناخته می‌شود، یک پروتئین است که در انسان توسط ژن «PLS1» کُدگذاری می‌شود.
فیمبرین یک پروتئین اتصال‌دهندهٔ متقاطع برای اکتین است که جهت ایجاد فیبروپودیا (برگ‌پا) ضروری است.

## بیشتر بخوانید
- Hanein D, Matsudaira P, DeRosier DJ (October 1997). "Evidence for a conformational change in actin induced by fimbrin (N375) binding". J. Cell Biol. 139 (2): 387–96. doi:10.1083/jcb.139.2.387. PMC 2139807. PMID 9334343.
- Lodish H, Berk A, Zipursky L, Matsudaira P, Baltimore D, Darnell J (1999). "Section 18.1: The Actin Cytoskeleton". Molecular Cell Biology (4th ed.). New York ; Houndsmills: W. H. Freeman & Co. ISBN 0-7167-3706-X.